# Salomon van Ruysdael
Salomon van Ruysdael /'saːloˑʊ̯mɔn vɑn 'rœʏ̯sˌdaːɫ/ (Naarden, 1600 circa – Haarlem, ottobre 1670) è stato un pittore olandese paesaggista.

## Biografia
Fu attivo nell'età d'oro, conosciuto soprattutto per i suoi paesaggi fluviali.
Risalgono al 1627 le sue prime opere datate. Nel 1628 entrò a fa parte della Corporazione di San Luca di Haarlem, che guidò nel 1648.
Le opere della fase iniziale della sua vita artistica risentono dell'influenza di Esaias van de Velde e di Pieter Molyn, perciò si ipotizzò che Ruysdael fosse stato allievo di entrambi questi pittori. La sua vocazione paesaggistica risale già a questo periodo.
Diversamente da molti altri artisti, Ruysdael componeva le sue opere a partire da paesaggi reali di zone quali Arnhem, Dordrecht e Utrecht, spesso miscelando in un'unica opera motivi presi da vari paesaggi reali. I suoi primi paesaggi fluviali risalgono al 1630 circa e sono simili dal punto di vista compositivo e dell'uso del colore a quelli del famoso paesaggista contemporaneo Jan van Goyen. Tuttavia, secondo la critica, le sue opere migliori furono eseguite a partire dal 1645, quando l'artista iniziò ad interessarsi maggiormente agli effetti della luce e agli elementi decorativi nelle sue composizioni.
Caratteristiche dei suoi paesaggi eseguiti in età matura sono: la presenza di un grande albero posto a lato della composizione, la linea dell'orizzonte posta in basso in modo da evidenziare il cielo nuvoloso, vedute in lontananza.
Nella fase più tarda della sua carriera artistica, Ruysdael eseguì anche paesaggi monumentali, che presentano un'ottima resa degli effetti atmosferici, e nature morte. Il famoso Jacob van Ruisdael era suo nipote e allievo.
Il collezionista Jacques Goudstikker organizzò nel 1936 una mostra su Salomon van Ruysdael e la sua cerchia.